# Takashi Miura
Takashi Miura (jap. 三浦 隆司 Miura Takashi; ur. 14 maja 1984 w Yamamoto) – japoński bokser, aktualny zawodowy mistrz świata wagi junior lekkiej (do 130 funtów) federacji WBC.

## Kariera zawodowa
Karierę zawodową rozpoczął 12 lipca 2003. Do października 2010 stoczył 23 walki, z których 20 wygrał, 2 zremisował i 1 przegrał.
W tym okresie zdobył tytuł mistrza Japonii w wadze junior lekkiej, który obronił trzykrotnie.
31 stycznia 2011 otrzymał szansę walki o tytuł mistrza federacji WBA w wadze junior lekkiej. Zmierzył się w z broniącym tytułu, rodakiem, Takashim Uchiyamą. Walka została przerwana po ósmej rundzie z powodu kłopotów ze wzrokiem Miury.
Po czterech zwycięskich pojedynkach otrzymał ponowną szansę walki o tytuł mistrzowski. 8 kwietnia 2013 w Tokio zmierzył się z Meksykaninem Gamalielem Díazem o tytuł mistrza WBC. Zwyciężył przez techniczny nokaut w dziewiątej rundzie, mając przeciwnika na deskach w rundzie trzeciej, szóstej, siódmej oraz dziewiątej i został nowym mistrzem świata.
1 maja 2015 w Tokio wygrał przez techniczny nokaut w trzeciej rundzie z Australijczykiem Billy’em Dibą (39-4, 23 KO), broniąc tytuł WBC kategorii super piórkowej.